# Deutsche Fußball-Amateurmeisterschaft 1983
Deutscher Fußball-Amateurmeister 1983 wurde der FC 08 Homburg. Im Finale im Homburger Waldstadion siegten die Gastgeber am 17. Juni 1983 mit 2:0 nach Verlängerung gegen die Amateure des FC Bayern München.

## Teilnehmende Mannschaften
Die Meister der acht Oberliga-Staffeln aus der Saison 1982/83 spielten in einer Aufstiegsrunde die vier Aufsteiger für die 2. Bundesliga aus. Die Vizemeister nahmen am Wettbewerb um die deutsche Amateurmeisterschaft teil.
| Mannschaften | Mannschaften                   | Ligen Saison 1982/83       |
|              | Werder Bremen (Amateure)       | Oberliga Nord              |
|              | FC Hertha 03 Zehlendorf        | Oberliga Berlin            |
|              | Rot-Weiß Lüdenscheid           | Oberliga Westfalen         |
|              | 1. FC Bocholt                  | Oberliga Nordrhein         |
|              | Eintracht Frankfurt (Amateure) | Oberliga Hessen            |
|              | FC 08 Homburg                  | Oberliga Südwest           |
|              | Offenburger FV                 | Oberliga Baden-Württemberg |
|              | FC Bayern München (Amateure)   | Bayernliga                 |

## 1. Runde
Hinspiele:  So 29.05.     Rückspiele:  Do 02.06.
|                                | Gesamt |                          | Hinspiel | Rückspiel |
| ------------------------------ | ------ | ------------------------ | -------- | --------- |
| FC Bayern München (Amateure)   | 7:4    | FC Hertha 03 Zehlendorf  | 4:2      | 3:2       |
| Eintracht Frankfurt (Amateure) | 6:7    | Offenburger FV           | 5:1      | 1:6       |
| Rot-Weiß Lüdenscheid           | 2:3    | 1. FC Bocholt            | 1:1      | 1:2       |
| FC 08 Homburg                  | 6:2    | Werder Bremen (Amateure) | 2:0      | 4:2       |

## Halbfinale
Hinspiele: So 05.06.     Rückspiele: So 12.06.
|                | Gesamt |                              | Hinspiel | Rückspiel |
| -------------- | ------ | ---------------------------- | -------- | --------- |
| FC 08 Homburg  | 2:1    | 1. FC Bocholt                | 0:0      | 2:1       |
| Offenburger FV | 4:8    | FC Bayern München (Amateure) | 4:2      | 0:6       |

## Finale
| FC 08 Homburg                                                | FC 08 Homburg | FC Bayern München (Amateure) | FC Bayern München (Amateure) |
| ------------------------------------------------------------ | --- | --- | ---------------------------- |
| FC 08 Homburg                                                | \| Freitag, 17. Juni 1983 um 17:30 Uhr in Homburg (Waldstadion) \| \| Ergebnis: 2:0 n. V. \| \| Zuschauer: 6.000 \| \| Schiedsrichter: Karl-Josef Assenmacher (Fischenich) \|                                                              | \| Freitag, 17. Juni 1983 um 17:30 Uhr in Homburg (Waldstadion) \| \| Ergebnis: 2:0 n. V. \| \| Zuschauer: 6.000 \| \| Schiedsrichter: Karl-Josef Assenmacher (Fischenich) \|                                                                                      | FC Bayern München (Amateure) |
| FC 08 Homburg                                                | Klaus Scherer – Kay Friedmann – Frank Lebong, Frank Niederländer, Jesper Petersen – Stefan Drumm (119. Schwartz), Rainer Dörr, Klaus Zeller (76. Günther Tilk), Claus Plattek – Dietmar Fritzsche, Manfred Lenz Cheftrainer: Albert Müller | Ludwig Trifellner – Dieter Bernhardt – Walter Schenkl, Hans Pflügler, Jürgen Neumaier (92. Harald Greifenegger) – Peter Crhak (65. Stiller), Peter Grünberger, Rudolf Böck, Josef Summerer – Josef Staudner, Hans-Werner Grünwald Cheftrainer: Hans-Joachim Greben | FC Bayern München (Amateure) |
| FC 08 Homburg                                                | 1:0 Jesper Petersen (111.) 2:0 Günther Tilk (117.) | | FC Bayern München (Amateure) |
| FC 08 Homburg                                                | Zeller | Neumaier | FC Bayern München (Amateure) |
| Freitag, 17. Juni 1983 um 17:30 Uhr in Homburg (Waldstadion) | | |                              |
| Ergebnis: 2:0 n. V.                                          | | |                              |
| Zuschauer: 6.000                                             | | |                              |
| Schiedsrichter: Karl-Josef Assenmacher (Fischenich)          | | |                              |